# Leshan
Leshan (chinesisch 樂山市 / 乐山市, Pinyin Lèshān Shì – „Freudenberg (Stadt)“) ist eine chinesische Stadt in der Provinz Sichuan am südwestlichen Rand des Roten Beckens, ca. 130 km südlich von Chengdu. Das Verwaltungsgebiet der bezirksfreien Stadt hat eine Fläche von 12.827 km² und 3.160.168 Einwohner. In dem eigentlichen städtischen Siedlungsgebiet von Leshan leben 802.817 Menschen (Stand Zensus 2020).
Die Höhe der Stadt über dem Meeresspiegel variiert geografisch stark innerhalb des gesamten Stadtgebiets von 320 bis 4077 Meter. Leshans durchschnittliche Höhe über dem Meeresspiegel beträgt 500 Meter.

## Administrative Gliederung
Auf Kreisebene setzt sich Leshan aus vier Stadtbezirken, vier Kreisen, zwei Autonomen Kreisen und einer kreisfreien Stadt zusammen. Diese sind (Stand Zensus 2020):
- Stadtbezirk Shizhong (市中区 = „Stadtmitte“), 840 km², 814.597 Einwohner, Zentrum, Sitz der Stadtregierung;
- Stadtbezirk Shawan (沙湾区), 604 km², 144.931 Einwohner;
- Stadtbezirk Wutongqiao (五通桥区), 464 km², 237.933 Einwohner;
- Stadtbezirk Jinkouhe (金口河区), 559 km², 38.727 Einwohner;
- Kreis Qianwei (犍为县), 1.370 km², 416.673 Einwohner, Hauptort: Großgemeinde Yujin (玉津镇);
- Kreis Jingyan (井研县), 842 km², 280.641 Einwohner, Hauptort: Großgemeinde Yancheng (研城镇);
- Kreis Jiajiang (夹江县), 741 km², 305.441 Einwohner, Hauptort: Großgemeinde Yancheng (漹城镇);
- Kreis Muchuan (沐川县), 1.377 km², 192.313 Einwohner, Hauptort: Großgemeinde Muxi (沐溪镇);
- Autonomer Kreis Ebian der Yi (峨边彝族自治县), 2.252 km², 121.554 Einwohner, Hauptort: Großgemeinde Shaping (沙坪镇);
- Autonomer Kreis Mabian der Yi (马边彝族自治县), 2.218 km², 188.251 Einwohner, Hauptort: Großgemeinde Minjian (民建镇);
- Stadt Emeishan (峨眉山市), 1.189 km², 419.107 Einwohner.

## Städtepartnerschaften
| Stadt               | Land               | seit         | Quelle      |
| ------------------- | ------------------ | ------------ | ----------- |
| Gilbert             | Vereinigte Staaten | –            | –           |
| Hervey Bay          | Australien         | –            | –           |
| Ichikawa            | Japan              | Oktober 1981 | [ 5 ] [ 6 ] |
| Issy-les-Moulineaux | Frankreich         | –            | –           |
| Prachuap Khiri Khan | Thailand           | –            | –           |

## Sehenswürdigkeiten

Großer Buddha vom Wasser aus

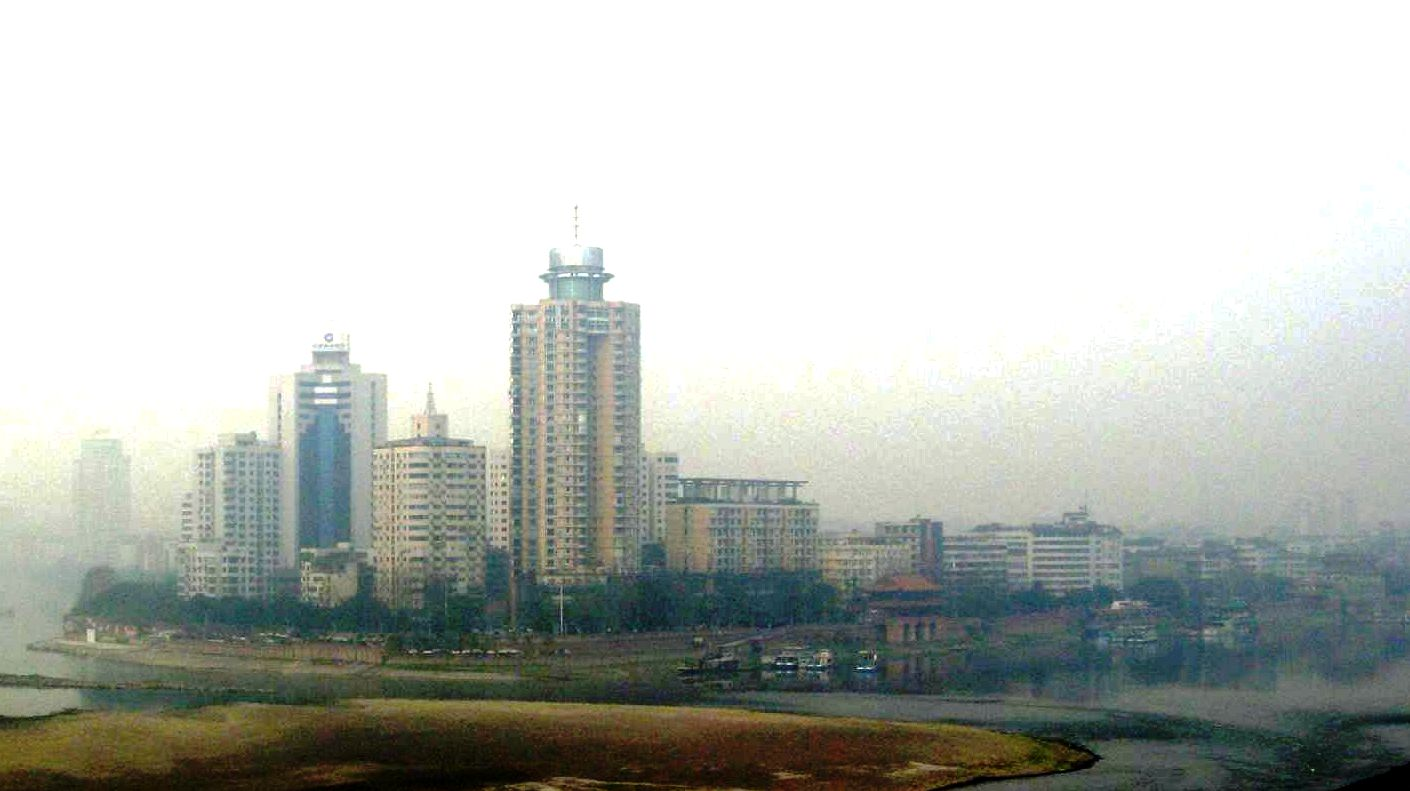
Skyline von Leshan

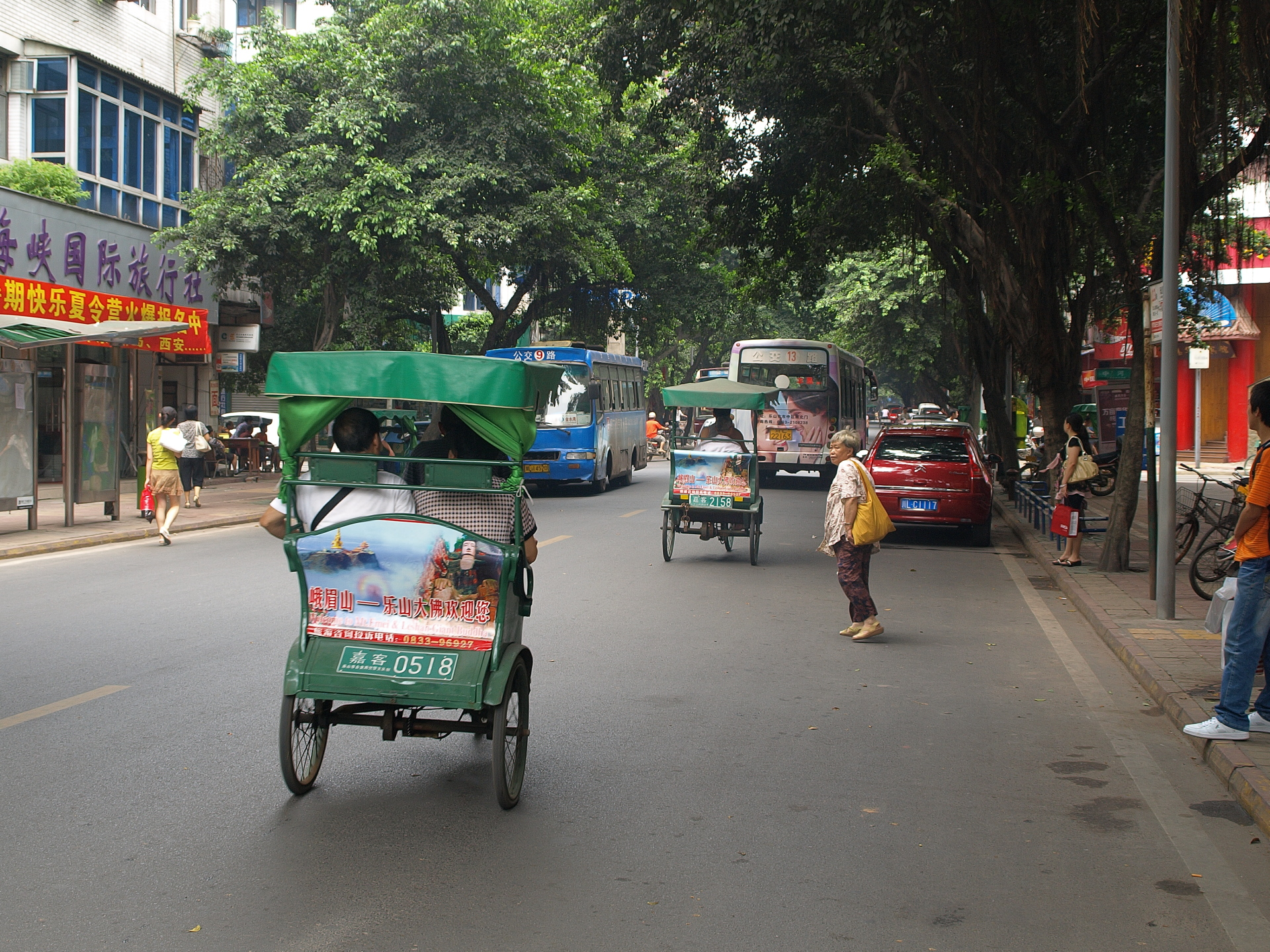
Straßenszene

Am Zusammenfluss der drei Flüsse Min Jiang, Dadu und Qingyi befindet sich die größte Sehenswürdigkeit Leshans, der Große Buddha, der zwischen 719 und 803 durch buddhistische Mönche aus dem Fels gehauen wurde. Die sitzende Buddhastatue misst in der Höhe 71 m, die Schultern haben eine Breite von 28 m, was den Leshan-Buddha zum weltgrößten Buddha aus Stein macht. Allein der Kopf hat eine Höhe von 15 Metern und eine Breite von 10 Metern; die Ohren sind 7 Meter lang und der große Zeh bietet einer Fußballmannschaft Platz. Die Statue wurde errichtet, um die Strudel des Dadu, der hier in den Min mündet, zu bändigen.
Die Statue steht zusammen mit dem Mahao-Felsengrab (麻浩崖墓 máhào yámù) und dem ehemaligen Wohnsitz von Guo Moruo in Leshan (乐山郭沫若故居 lèshān guō mòruò gùjū) auf der Liste der Denkmäler der Volksrepublik China.

## Wirtschaft
Leshan ist Produktionsstandort der Sichuan Yongxiang Company Limited, einem Chemiekonzern, der u. a. die für die Siliziumherstellung notwendige Chemikalie Trichlorsilan herstellt.
Außerdem finden sich viele Betriebe der Schwerindustrie.